# Bódi Béla
Bódi Béla (Palló, 1935. augusztus 2. – 2023. március 8.) Szent-Györgyi Albert-díjas matematikus, a II. Rákóczi Ferenc Kárpátaljai Magyar Főiskola matematika tanszékének tanszékvezetője. 

## Tanulmányai
Az elemi iskolát szülőfalujában, Pallón végezte, majd Sislócra került, s a hetedik osztályt követően az Ungvári 1-es Számú Középiskolában folytatta tanulmányait.
A középiskola után az ungvári egyetemre felvételizett, ahol a véges csoportok reprezentációjával foglalkozott S. Berman professzor vezetése alatt. Másodikos hallgatóként már dolgozni kezdett. A harmadik évfolyamon az USZSZK Tudományos Akadémiájának Közlönyében publikálták vezetőtanárával közösen készített kutatási anyagát, majd egy évvel később az Ukrán Matematikai Folyóiratban jelent meg publikációja. Négy év elteltével, 1958-tól egyetemi tanulmányait a Gagarin-program keretében a Moszkvai Állami Lomonoszov Egyetemen folytatta. Az ország legrangosabb felsőoktatási intézményében végezte kutatásait Kuros professzor vezetésével, aki a Szovjetunióban az algebrai kutatások vezető egyénisége volt.
Bódi Béla a M. V. Lomonoszov Moszkvai Állami Egyetemen summa cum laude diplomát szerzett. Kiváló munkája eredményeképpen lehetőséget kapott arra, hogy azonnal bekerülhessen az egyetem aspiránsainak csapatába. A tudományos vezetője továbbra is Kuros professzor volt. Aspiráns éveiben a keresztszorzatok általánosításának kutatásával foglalkozott. Kutatásaival számos egyedülálló eredményt ért el a témában, az első eredményei összefoglalóját például az akkori legtekintélyesebb akadémiai kiadvány – Доклады АН СССР – közölte. Kandidátusi értekezését Félcsoportok és gyűrűk keresztszorzatai címmel 1964-ben védte meg. 

## Munkássága
Kandidátusi disszertációja megvédése után visszatért az Ungvári Állami Egyetemre. Az itt tanárként eltöltött 28 év után hívták meg a Debreceni Egyetemre 1991-ben.
Bódi Béla 1988-ban a Szentpétervári Állami Egyetemen védte meg A csoportgyűrűk egységcsoportjának struktúrája című értekezését, amivel ő lett az akkori Szovjetunió első és egyetlen magyar nemzetiségű nagydoktori fokozattal rendelkező, algebrával foglalkozó doktora. A Magyar Tudományos Akadémia Tudományos Minősítő Bizottsága 1993-ban a tudományos fokozatát honosította.
Oktatói-kutatói munkája során a Debreceni Egyetemen a moduláris csoportalgebra egységcsoportjának vizsgálatát tűzte ki célul. Munkájával meghonosította a csoportalgebrai kutatásokat Magyarországon, s ezzel nagyban hozzájárult a magyarországi algebrai kutatások spektrumának bővítéséhez. A Debreceni Egyetemen újjászervezte az algebrai kutatásokat és az algebra oktatását. Algebrából új tantervet és szigorlati tematikát készített. Jelentős részt vállalt az oktatásban, emellett fontosnak tartotta az algebrai gyakorlatok átszervezését, hasznosítva az M. V. Lomonoszov Moszkvai Állami Egyetemen és az Ungvári Nemzeti Egyetemen szerzett sokéves oktatási és kutatási tapasztalatait. A II. Rákóczi Ferenc Kárpátaljai Magyar Főiskola első és második évfolyamán tanuló hallgatók is dr. Bódi Béla tankönyvéből tanulhatnak, melyet az ukrán felsőoktatási tantervek szerinti magyar nyelvű képzés igényeinek megfelelően készített el a szerzőjük.
2007-től dolgozott a II. Rákóczi Ferenc Kárpátaljai Magyar Főiskola oktatójaként, tanszékvezetőjeként. Témavezetői tevékenysége során 12-en szerezték meg a doktori fokozatot.
Bódi Béla több mint 35 nemzetközi konferencián vett részt, járt Brazíliában, Angliában, Spanyolországban, Portugáliában, Kanadában s az Arab Emirátusokban. Tudományos tevékenységének terméke 85 cikk és 7 könyv. Publikációira több mint 550 hivatkozás van regisztrálva.

## Főbb művei
- Algebra 4/1. A csoportelmélet alapjai; jav., átdolg. kiad.; Kossuth Egyetemi, Debrecen, 2004
- A gyűrűelmélet alapjai; jav., átdolg. kiad.; Kossuth Egyetemi, Debrecen, 2006
- Algebra és számelmélet; PoliPrint, Ungvár, 2008 (Rákóczi-füzetek)
- Bevezetés a csoportgyűrűk elméletébe; 3., átdolg. kiad.; Kossuth Egyetemi, Debrecen, 2008
- Az algebra alapjai; PoliPrint, Ungvár, 2010 (Rákóczi-füzetek)

## Díjai, elismerései
Az oktatás területén elért eredményeit számos díjjal és elismeréssel jutalmazták:
- 1989 – Kiváló Dolgozó kitüntetés a Szovjetunióban
- 1999–2003 Széchenyi Professzori Ösztöndíj
- 2001 – Szele Tibor-emlékérem
- 2004 – Szent-Györgyi Albert-díj
- 2005 – professor emeritus cím a Debreceni Egyetemen
- 2006 – professor honoris causa cím az ungvári egyetemen